# Bateless Edge
Bateless Edge ist das fünfte Studioalbum der US-amerikanischen Jazzrock-Band Frogg Café. Es wurde am 2. Juli 2010 via 10T Records veröffentlicht.

## Aufbau
Im Zentrum des Albums steht die dreiteilige Suite Under Wuhu Son, deren Titel auf dem Buch „Wuhu Diary: On Taking My Adopted Daughter Back to Her Hometown in China“ von Emily Prager basiert. Die übrigen Stücke haben keinen inhaltlichen Bezug zueinander, so dass „Bateless Edge“ trotz dieses Aufbaus kein Konzeptalbum ist.

## Stil und Rezeption
Auf „Bateless Edge“ entfernt sich Frogg Café von dem zappaesken Klangbild der Vorgängeralben. Obgleich noch immer Jazzeinflüsse auf dem Album zu hören sind, so deckt es doch ein weites musikalisches Spektrum ab; so entstand etwa das Grundgerüst von Pasta Fazeuhl nach einem Auftritt der Zeuhl-Band Magma auf dem NEARfest 2003.
Das abschließende instrumentale RIO-Stück Belgian Boogie Board, das einen Kontrast zu dem vergleichsweise ruhigen vorhergehenden Gesangsstück From The Fence darstellt, ist das wohl unzugänglichste Stück des Albums und wird von manchen Kritikern als Schwach-, von anderen als Höhepunkt des Albums angesehen.
Trotz dieser Meinungsvielfalt bekam „Bateless Edge“ durchweg positive Kritiken; so schreibt etwa Nik Brückner:

„Diese Scheibe ist durch ihren gewagten, aber mit entwaffnender Lässigkeit vorgetragenen und dadurch in einer echten Verschmelzung resultierenden Eklektizismus in der Lage, Vieles auf den Punkt zu bringen und bietet damit eine Fülle dessen, was am Prog so großartig ist. Frogg Café haben sich selbst (und viele viele andere) übertroffen.“

Auf Prog Archives bekam das Album 5 von 5 Sternen, die Dutch Progressive Rock Pages vergaben 7 von 10 Punkten. Die Babyblauen Seiten verliehen Bateless Edge die Auszeichnung als „Tipp des Monats August 2010“.

## Titelliste
1. Terra Sancta (12:10)
2. Move over, I'm Driving (7:59)
3. Pasta Fazeuhl (14:01)
4. Under Wuhu Son
  1. In The Bright Light (8:22)
  2. Left For Dead (5:36)
  3. Brace Against The Fall (6:14)
5. From The Fence (12:03)
6. Belgian Boogie Board (10:31)

## Trivia
Den Liner Notes ist zu entnehmen, dass das Eröffnungsstück Terra Sancta den Kindern der während der Terroranschläge am 11. September 2001 Getöteten gewidmet ist. Die Rückseite des CD-Covers zeigt eine Sonnenblume vor dem World Trade Center, die am 28. August 2001, nur wenige Tage vor den Anschlägen, fotografiert worden war.
Ein instrumentales Vorspiel zu dem Stück Move over, I'm Driving wurde auf dem nur als Download erhältlichen Album „On The Lillypadd“ veröffentlicht.